# Эремо делле Карчери

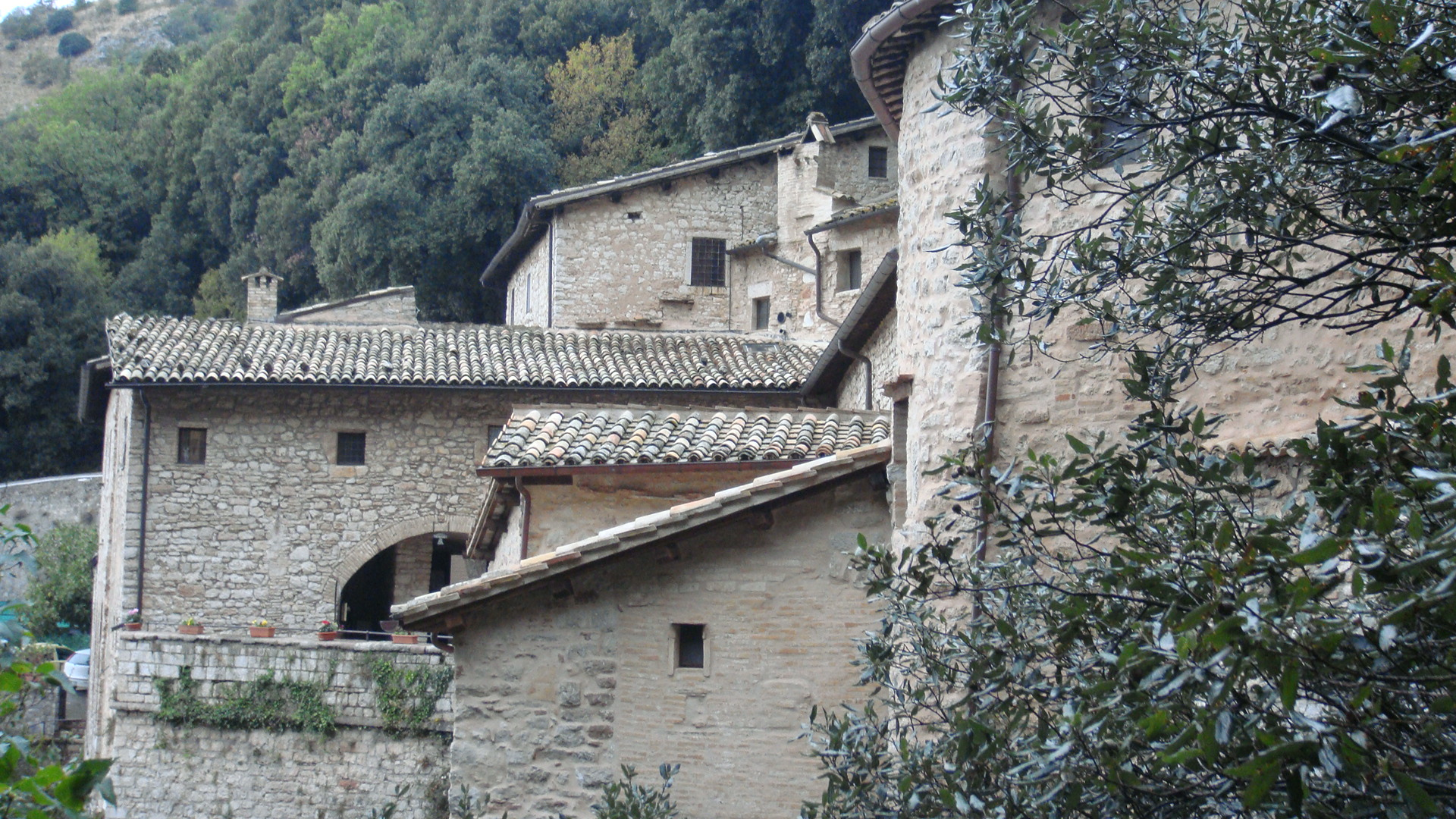
Монастырь францисканцев в Карчери

Эре́мо де́лле Ка́рчери (итал. L’Eremo delle Carceri) — санктуарий, расположенный на высоте 800 м над уровнем моря на склоне горы Субазио, примерно в 5 км от Ассизи. Основан на месте горного скита, куда удалялись для молитвы Святой Франциск Ассизский с первыми братьями.

## Название
«Carceri» происходит от латинского «de carceribus» — так, по аналогии с тюремными темницами, стали называть лачуги, в которых первые отшельники, а затем — Святой Франциск со сподвижниками вели аскетический образ жизни вдали от мира.

Одиночество всегда приближало Беднячка к человеку и создавало глубокий союз между ним и человечеством. Поэтому он иногда скрывался в пустынную обитель, в Карчери, чтобы быть ближе к сердцам людей, лучше их понимать и теснее с ними соединяться. Одиночество было для святого Франциска не бегством от мира, а средством гармоничного сосуществования человека с человеком, связью, искусно соединяющей отдельного человека с обществом, разговором с самим собой о строгих нравственных правилах и о роли человека среди других людей.
Человек, который боится одиночества, боится самого себя. Святой Франциск не был трусом.

## Святой Франциск
Санктуарий Карчери возник вокруг пещеры Святого Франциска, в которую он стал удаляться на молитву в 1205—1206 гг. Впервые он отправился туда вместе с ближайшими друзьями и первыми последователями. Они ждали Франциска снаружи, пока он в пещере умолял Господа открыть ему Свою волю. Святой неустанно молился, плакал о своих грехах и бичевал себя.
Из пещеры Франциск вышел настолько преображенным, что его братья также стали искать уединения в пещерах на горе Субазио. Там они молились в одиночестве, а на совместную молитву собирались в небольшой часовне Санта Мария делле Карчери.
В конце концов, это место, территориально относившееся к расположенному неподалёку бенедиктинскому аббатству, было даровано Святому Франциску так же, как ранее — Порциункула (часовня Санта-Мария-дельи-Анджели (Ассизи)).

## После смерти Франциска
В 1378 году брат Паолуччо Тринчи из Фолиньо, основатель движения обсервантов в ордене Меньших Братьев, получил разрешение на то, чтобы поселиться в Карчери со своими последователями. Они старались следовать примеру серафического отца и первых братьев, укрываясь в тесных холодных пещерах скита, в абсолютной бедности и непрерывном созерцании.

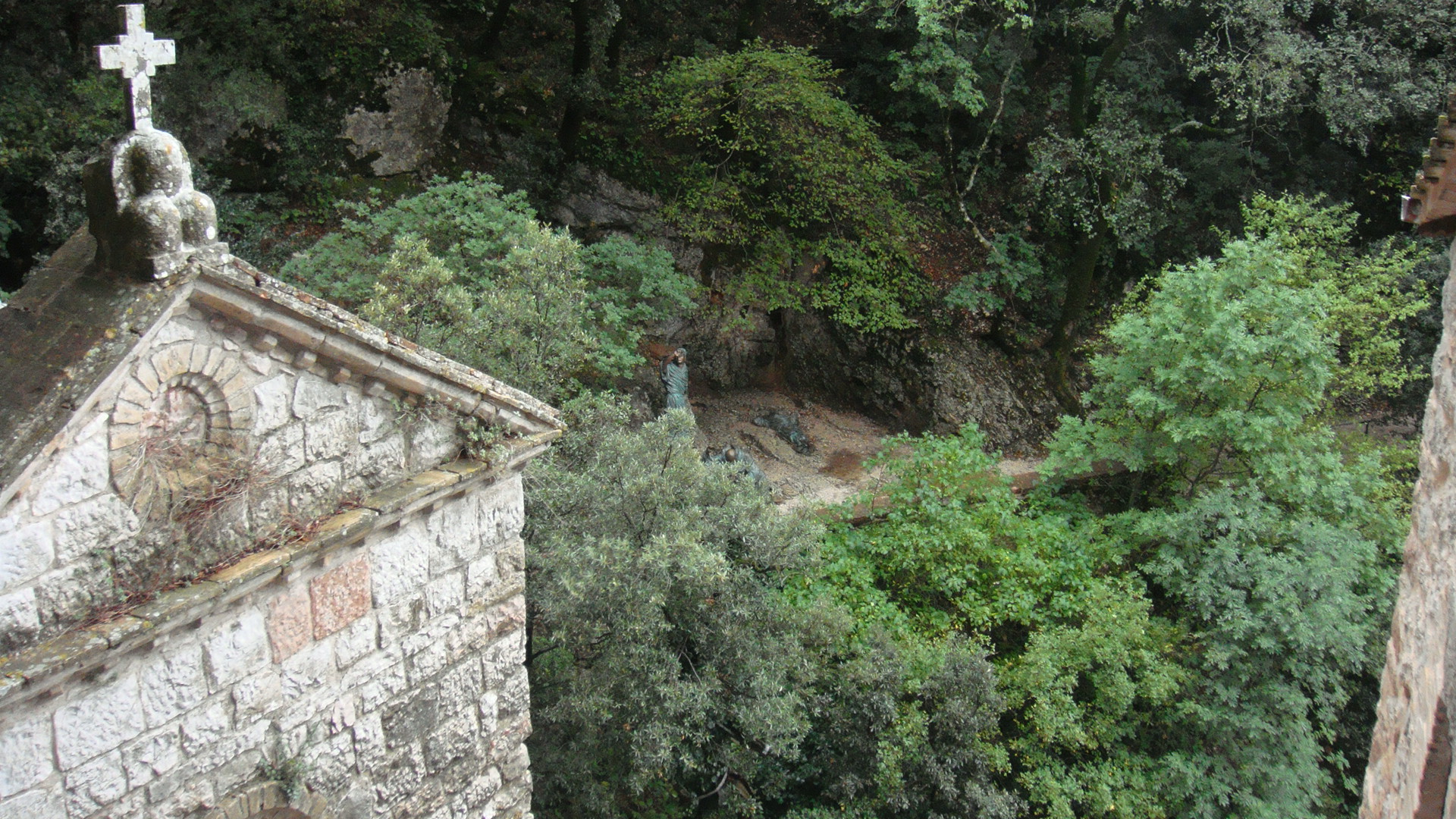
Вид на Санта Мария делле Карчери с вершины горы

Скит значительно расширяется в 1400 году, благодаря Святому Бернардину Сиенскому. Он организовывает строительство церкви вокруг импровизированной часовни первых братьев, а также расширяет монастырь и небольшие помещения для паломников, где они, подобно братьям, могли бы предаться созерцанию и молитве.
С тех пор монастырь неоднократно расширялся в соответствии с потребностями своего времени, сохраняя при этом дух святой бедности и простоты.

## Современное состояние
На сегодняшний день круглый год в Эремо делле Карчери пребывают две общины: Братьев Меньших Францисканцев и Сестёр Миссионерок Клариссок Святейшего Таинства. Они встречают многочисленных паломников, ежегодно посещающих санктуарий.
Паломники принимаются поодиночке или группами, светские туристы или те, кто желает глубоко пережить аскетический опыт Святого Франциска. Пещеры первых братьев (Матео, Леоне, Руфина, Сильвестра и др.) всегда открыты, а в часовне Санта Мария делле Карчери всегда лежит раскрытая книга для молитвенных интенций и благодарностей.
Летом санктуарий открыт для посещения с 6.30 до 19:00.
В зимнее время: с 6.30 до 18:00.
По воскресеньям и выходным: с 7:00.